# Ptilodactyla tucumana
Ptilodactyla tucumana là một loài bọ cánh cứng trong họ Ptilodactylidae. Loài này được Pic mô tả khoa học năm 1928.